# Apolo Nsibambi
Apolo Robin Nsibambi (27 november 1938 – 28 mei 2019) was een politicus die minister-president van Oeganda was van 5 april 1999 tot 24 mei 2011.

## Carrière
Apolo Nsibambi werd geboren op 27 november 1938 als zoon van Simeon Nsibambi, een van de leiders van wat nu bekendstaat als de East African Revival.
Hij was een Bachelor of Science (BSc) in de economie, die hij cum laude behaalde aan de Universiteit van Londen. Verder had hij een Master of Arts-titel (MA) in de politicologie van de Universiteit van Chicago en een Doctor of Philosophy (PhD) van de Universiteit van Nairobi.
Van 1978 tot 1983 en daarna van 1985 tot 1987 was hij de decaan van de faculteit van sociale wetenschappen aan de Universiteit van Makerere, de oudste en grootste universiteit van Oeganda. Hiervoor, in de jaren 60 was hij er ook al tutor geweest. Hierna, in 1987, werd hij hoofd van het departement van politieke wetenschappen aan diezelfde universiteit. Deze positie hield hij tot 1990, waarna hij directeur werd van het Makere Instituut van Sociaal Onderzoek (MISR). Deze functie bekleedde hij van 1994 tot 1996. Vervolgens werd hij, als lid van de National Resistance Movement (NRM), achtereenvolgens minister van openbare dienstverlening, van 1996 tot 1998, en minister van onderwijs en sport, van 1998 tot 1999.
In 1999 werd hij benoemd tot premier en hoofd van overheidsinstanties, een functie die hij tot 2011 bekleedde.